# Escala de huracanes de Saffir-Simpson
La escala de huracanes de Saffir-Simpson es una escala que clasifica los ciclones tropicales según la intensidad del viento, desarrollada en 1969 por el ingeniero civil Herbert Saffir y el director del Centro Nacional de Huracanes (NHC) de Estados Unidos, Robert «Bob» Simpson.
La escala original fue desarrollada por Saffir mientras pertenecía a una comisión de las Naciones Unidas dedicada al estudio de las construcciones de bajo coste en áreas propensas a sufrir huracanes. En el desarrollo de su estudio, Saffir se percató de que no había una escala apropiada para describir los efectos de los huracanes. Apreciando la utilidad de la escala sismológica de Richter para describir terremotos, inventó una escala de cinco niveles, basada en la velocidad del viento, que describía los posibles daños en edificios. Saffir cedió la escala al Centro Nacional de Huracanes de La Paz, Baja California Sur; posteriormente Simpson añadiría a la escala los efectos del oleaje e inundaciones. No son tenidas en cuenta ni la cantidad de precipitación ni la situación, lo que significa que un huracán de categoría 3 que afecte a una gran ciudad puede causar muchos más daños que uno de categoría 5, pero que afecte a una zona despoblada.
Además, a medida que un ciclón tropical se organiza, pasa por dos categorías iniciales. Estas no están contenidas dentro de la escala de huracanes de Saffir-Simpson, pero clasifican a un ciclón tropical en formación y se utilizan como categorías adicionales a la misma. Se trata de la depresión tropical —un sistema organizado de nubes y tormentas eléctricas con una circulación cerrada y definida— y la tormenta tropical —un sistema organizado de fuertes tormentas eléctricas con una circulación bien definida que muestra la distintiva forma ciclónica—.
| Depresión tropical | Velocidad del viento | 0-17 m/s | 0-62 km/h | 0-33 kt | 0-38 mi/h |
| Depresión tropical | Marea                | 0 m | 0 m | 0 ft | 0 ft |
| Depresión tropical | Presión central      | >980 hPa | >980 hPa | >28,94 pulg Hg | >28,94 pulg Hg |
| Depresión tropical | Daños potenciales    | Lluvias que pueden llegar a causar graves daños e incluso inundaciones. | Lluvias que pueden llegar a causar graves daños e incluso inundaciones. | Lluvias que pueden llegar a causar graves daños e incluso inundaciones. | Lluvias que pueden llegar a causar graves daños e incluso inundaciones. |
| Depresión tropical | Ejemplos             | Depresión tropical Diez de 2007 - Depresión tropical Siete de 1999. | Depresión tropical Diez de 2007 - Depresión tropical Siete de 1999. | Depresión tropical Diez de 2007 - Depresión tropical Siete de 1999. | Depresión tropical Diez de 2007 - Depresión tropical Siete de 1999. |
| Tormenta tropical  | Velocidad del viento | 18–32 m/s | 63–118 km/h | 34–63 kt | 39–73 mph |
| Tormenta tropical  | Marea                | 0–3 m | 0–3 m | 0-12 ft | 0-12 ft |
| Tormenta tropical  | Presión central      | >980 hPa | >980 hPa | >28.94 "Hg | >28.94 "Hg |
| Tormenta tropical  | Daños potenciales    | Lluvias abundantes que pueden provocar inundaciones devastadoras. Vientos fuertes que pueden generar tornados. | Lluvias abundantes que pueden provocar inundaciones devastadoras. Vientos fuertes que pueden generar tornados. | Lluvias abundantes que pueden provocar inundaciones devastadoras. Vientos fuertes que pueden generar tornados. | Lluvias abundantes que pueden provocar inundaciones devastadoras. Vientos fuertes que pueden generar tornados. |
| Tormenta tropical  | Ejemplos             | Tormenta tropical Agatha - Tormenta tropical Andrea - Tormenta tropical Allison - Tormenta tropical Alma - Tormenta tropical Charley - Tormenta tropical Erika - Tormenta tropical Arthur - Tormenta tropical Bertha - Tormenta tropical Cristóbal - Tormenta tropical Fay - Tormenta tropical Beta. | Tormenta tropical Agatha - Tormenta tropical Andrea - Tormenta tropical Allison - Tormenta tropical Alma - Tormenta tropical Charley - Tormenta tropical Erika - Tormenta tropical Arthur - Tormenta tropical Bertha - Tormenta tropical Cristóbal - Tormenta tropical Fay - Tormenta tropical Beta. | Tormenta tropical Agatha - Tormenta tropical Andrea - Tormenta tropical Allison - Tormenta tropical Alma - Tormenta tropical Charley - Tormenta tropical Erika - Tormenta tropical Arthur - Tormenta tropical Bertha - Tormenta tropical Cristóbal - Tormenta tropical Fay - Tormenta tropical Beta. | Tormenta tropical Agatha - Tormenta tropical Andrea - Tormenta tropical Allison - Tormenta tropical Alma - Tormenta tropical Charley - Tormenta tropical Erika - Tormenta tropical Arthur - Tormenta tropical Bertha - Tormenta tropical Cristóbal - Tormenta tropical Fay - Tormenta tropical Beta. |

## Historia
La escala fue desarrollada en 1969 por el ingeniero civil Herbert Saffir y el meteorólogo Robert «Bob» Simpson, quien en ese momento era director del Centro Nacional de Huracanes (NHC). La escala se presentó al público en general en 1973 y tuvo un uso generalizado después de que Neil Frank reemplazara a Simpson al frente del NHC en 1974.
La escala inicial fue desarrollada por Herbert Saffir, un ingeniero estructural, quien en 1969 fue encargado de las Naciones Unidas para estudiar viviendas de bajo costo en áreas propensas a huracanes. Mientras realizaba el estudio, Saffir se dio cuenta de que no había una escala simple para describir los efectos probables de un huracán. Reflejando la utilidad de la escala de magnitud de Richter para describir terremotos, ideó una escala de 1 a 5 basada en la velocidad del viento que mostraba el daño esperado a las estructuras. Saffir le dio la escala al NHC y Simpson agregó los efectos de la marejada ciclónica y las inundaciones.
En 2009, el NHC tomó medidas para eliminar los rangos de presión y marejada ciclónica de las categorías, transformándola en una escala de viento puro, llamada Escala de viento de huracán Saffir-Simpson (Experimental) [SSHWS]. 
La nueva escala entró en funcionamiento el 15 de mayo de 2010. La escala excluye rangos de inundaciones, estimaciones de marejadas ciclónicas, precipitaciones y ubicación, lo que significa que un huracán de categoría 2 que golpea una ciudad importante probablemente causará mucho más daño acumulativo que un huracán de categoría 5 que golpea una zona rural. La agencia citó varios huracanes como razones para eliminar la información «científicamente inexacta», incluidos el huracán Katrina (2005) y el huracán Ike (2008), que tuvieron marejadas ciclónicas más fuertes de lo estimado, y el huracán Charley (2004), que tuvo mareas de tormenta más débiles de lo estimado. Desde que se eliminó de la escala de vientos de huracán Saffir-Simpson, la predicción y el modelado de marejadas ciclónicas ahora se manejan con el uso de modelos numéricos computarizados como ADCIRC y SLOSH.
En 2012, el NHC amplió el rango de velocidad del viento para la Categoría 4 en 1 mph en ambas direcciones, a 130-156 mph, con los cambios correspondientes en las otras unidades (113-136 kn, 209-251 km/h), en lugar de 131–155 mph (114–135 nudos, 210–249 km/h). El NHC y el Centro de Huracanes del Pacífico Central asignan intensidades de ciclones tropicales en incrementos de 5 nudos y luego las convierten a mph y km/h con un redondeo similar para otros informes. Por lo tanto, una intensidad de 115 nudos está clasificada en la categoría 4, pero la conversión a millas por hora (132,3 mph) se redondearía a 130 mph, lo que la haría parecer una tormenta de categoría 3. Asimismo, una intensidad de 135 kn (~155 mph, y por lo tanto Categoría 4) es 250,02 km/h, que, según la definición utilizada antes del cambio sería Categoría 5. Para resolver estos problemas, el NHC se había visto obligado a incorrectamente reportar tormentas con velocidades de viento de 115 kn a 135 mph y 135 kn a 245 km/h. El cambio en la definición permite que las tormentas de 115 kN se redondeen correctamente a 130 mph y que las tormentas de 135 kN se informen correctamente como 250 km/h, y aun así calificar como Categoría 4. Dado que el NHC había redondeado incorrectamente previamente para mantener las tormentas en la Categoría 4 en cada unidad de medida, el cambio no afecta la clasificación de tormentas de años anteriores.
La nueva escala entró en funcionamiento el 15 de mayo de 2012.

## Categorías 1 a 5
Cuando la intensidad de un ciclón tropical supera la clasificación de Tormenta tropical, se convierte en un huracán. Las cinco categorías, en orden ascendente de intensidad son:
| Categoría 1 | Velocidad del viento | 33–42 m/s | 119–153 km/h | 64–82 kt | 73–95 mi/h |
| Categoría 1 | Marea                | 1.2–1.5 m | 1.2–1.5 m | 4–5 ft | 4–5 ft |
| Categoría 1 | Presión central      | 980–994 hPa | 980–994 hPa | 28.94 pulg Hg | 28.94 pulg Hg |
| Categoría 1 | Daños potenciales    | Sin daños en las estructuras de los edificios. Daños básicamente en casas flotantes no amarradas, arbustos y árboles. Inundaciones en zonas costeras y daños de poco alcance en puertos. | Sin daños en las estructuras de los edificios. Daños básicamente en casas flotantes no amarradas, arbustos y árboles. Inundaciones en zonas costeras y daños de poco alcance en puertos. | Sin daños en las estructuras de los edificios. Daños básicamente en casas flotantes no amarradas, arbustos y árboles. Inundaciones en zonas costeras y daños de poco alcance en puertos. | Sin daños en las estructuras de los edificios. Daños básicamente en casas flotantes no amarradas, arbustos y árboles. Inundaciones en zonas costeras y daños de poco alcance en puertos. |
| Categoría 1 | Ejemplos             | Huracán Agnes - Huracán Boris - Huracán Carlota - Huracán Cosme - Huracán Danny - Huracán Vince - Huracán Pablo - Huracán Martin - Huracán Ingrid - Huracán Joyce - Huracán Lorenzo - Huracán Manuel - Huracán Gamma - Huracán Hermine - Huracán Ingrid - Huracán Franklin - Huracán Leslie - Huracán Hanna - Huracán Lisa - Huracán Isaías - Huracán Marco - Huracán Nana - Huracán Nate - Huracán Danielle - Huracán Julia - Huracán Elsa. | Huracán Agnes - Huracán Boris - Huracán Carlota - Huracán Cosme - Huracán Danny - Huracán Vince - Huracán Pablo - Huracán Martin - Huracán Ingrid - Huracán Joyce - Huracán Lorenzo - Huracán Manuel - Huracán Gamma - Huracán Hermine - Huracán Ingrid - Huracán Franklin - Huracán Leslie - Huracán Hanna - Huracán Lisa - Huracán Isaías - Huracán Marco - Huracán Nana - Huracán Nate - Huracán Danielle - Huracán Julia - Huracán Elsa. | Huracán Agnes - Huracán Boris - Huracán Carlota - Huracán Cosme - Huracán Danny - Huracán Vince - Huracán Pablo - Huracán Martin - Huracán Ingrid - Huracán Joyce - Huracán Lorenzo - Huracán Manuel - Huracán Gamma - Huracán Hermine - Huracán Ingrid - Huracán Franklin - Huracán Leslie - Huracán Hanna - Huracán Lisa - Huracán Isaías - Huracán Marco - Huracán Nana - Huracán Nate - Huracán Danielle - Huracán Julia - Huracán Elsa. | Huracán Agnes - Huracán Boris - Huracán Carlota - Huracán Cosme - Huracán Danny - Huracán Vince - Huracán Pablo - Huracán Martin - Huracán Ingrid - Huracán Joyce - Huracán Lorenzo - Huracán Manuel - Huracán Gamma - Huracán Hermine - Huracán Ingrid - Huracán Franklin - Huracán Leslie - Huracán Hanna - Huracán Lisa - Huracán Isaías - Huracán Marco - Huracán Nana - Huracán Nate - Huracán Danielle - Huracán Julia - Huracán Elsa. |
| Categoría 2 | Velocidad del viento | 43–49 m/s | 154–177 km/h | 83–95 kt | 96–110 mph |
| Categoría 2 | Marea                | 1.8–2.4 m | 1.8–2.4 m | 6–8 ft | 6–8 ft |
| Categoría 2 | Presión central      | 965–979 hPa | 965–979 hPa | 28.50–28.91 "Hg | 28.50–28.91 "Hg |
| Categoría 2 | Daños potenciales    | Daños en tejados, puertas y ventanas. Importantes daños en la vegetación, casas móviles, etc. Inundaciones en puertos así como ruptura de pequeños amarres. | Daños en tejados, puertas y ventanas. Importantes daños en la vegetación, casas móviles, etc. Inundaciones en puertos así como ruptura de pequeños amarres. | Daños en tejados, puertas y ventanas. Importantes daños en la vegetación, casas móviles, etc. Inundaciones en puertos así como ruptura de pequeños amarres. | Daños en tejados, puertas y ventanas. Importantes daños en la vegetación, casas móviles, etc. Inundaciones en puertos así como ruptura de pequeños amarres. |
| Categoría 2 | Ejemplos             | Huracán Alex - Huracán Diana - Huracán Erin - Huracán Fabio - Huracán Irene - Huracán Catarina - Huracán Helene - Huracán Olaf - Huracán Paulette - Huracán Earl - Huracán Sally - Huracán Agatha. | Huracán Alex - Huracán Diana - Huracán Erin - Huracán Fabio - Huracán Irene - Huracán Catarina - Huracán Helene - Huracán Olaf - Huracán Paulette - Huracán Earl - Huracán Sally - Huracán Agatha. | Huracán Alex - Huracán Diana - Huracán Erin - Huracán Fabio - Huracán Irene - Huracán Catarina - Huracán Helene - Huracán Olaf - Huracán Paulette - Huracán Earl - Huracán Sally - Huracán Agatha. | Huracán Alex - Huracán Diana - Huracán Erin - Huracán Fabio - Huracán Irene - Huracán Catarina - Huracán Helene - Huracán Olaf - Huracán Paulette - Huracán Earl - Huracán Sally - Huracán Agatha. |
| Categoría 3 | Velocidad del viento | 50–58 m/s | 178–209 km/h | 96–113 kt | 111–130 mph |
| Categoría 3 | Marea                | 2.7–3.7 m | 2.7–3.7 m | 9–12 ft | 9–12 ft |
| Categoría 3 | Presión central      | 945–964 hPa | 945–964 hPa | 27.91–28.47 "Hg | 27.91–28.47 "Hg |
| Categoría 3 | Daños potenciales    | Daños estructurales en edificios pequeños. Destrucción de casas móviles. Las inundaciones destruyen edificaciones pequeñas en zonas costeras y objetos a la deriva pueden causar daños en edificios mayores. Posibilidad de inundaciones tierra adentro. | Daños estructurales en edificios pequeños. Destrucción de casas móviles. Las inundaciones destruyen edificaciones pequeñas en zonas costeras y objetos a la deriva pueden causar daños en edificios mayores. Posibilidad de inundaciones tierra adentro. | Daños estructurales en edificios pequeños. Destrucción de casas móviles. Las inundaciones destruyen edificaciones pequeñas en zonas costeras y objetos a la deriva pueden causar daños en edificios mayores. Posibilidad de inundaciones tierra adentro. | Daños estructurales en edificios pequeños. Destrucción de casas móviles. Las inundaciones destruyen edificaciones pequeñas en zonas costeras y objetos a la deriva pueden causar daños en edificios mayores. Posibilidad de inundaciones tierra adentro. |
| Categoría 3 | Ejemplos             | Huracán Alberto - Huracán Alicia - Huracán Bonnie - Huracán Karl - Huracán Bud - Huracán Daniel - Huracán Épsilon - Huracán Grace - Huracán Isidore - Huracán Jeanne - Huracán Sandy - Huracán Otto - Huracán Bonnie - Huracán Ophelia - Huracán Zeta. | Huracán Alberto - Huracán Alicia - Huracán Bonnie - Huracán Karl - Huracán Bud - Huracán Daniel - Huracán Épsilon - Huracán Grace - Huracán Isidore - Huracán Jeanne - Huracán Sandy - Huracán Otto - Huracán Bonnie - Huracán Ophelia - Huracán Zeta. | Huracán Alberto - Huracán Alicia - Huracán Bonnie - Huracán Karl - Huracán Bud - Huracán Daniel - Huracán Épsilon - Huracán Grace - Huracán Isidore - Huracán Jeanne - Huracán Sandy - Huracán Otto - Huracán Bonnie - Huracán Ophelia - Huracán Zeta. | Huracán Alberto - Huracán Alicia - Huracán Bonnie - Huracán Karl - Huracán Bud - Huracán Daniel - Huracán Épsilon - Huracán Grace - Huracán Isidore - Huracán Jeanne - Huracán Sandy - Huracán Otto - Huracán Bonnie - Huracán Ophelia - Huracán Zeta. |
| Categoría 4 | Velocidad del viento | 59–69 m/s | 210–250 km/h | 114–134 kt | 131–155 mph |
| Categoría 4 | Marea                | 4.0–5.5 m | 4.0–5.5 m | 13–18 ft | 13–18 ft |
| Categoría 4 | Presión central      | 920–944 hPa | 920–944 hPa | 27.17–27.88 "Hg | 27.17–27.88 "Hg |
| Categoría 4 | Daños potenciales    | Daños generalizados en estructuras protectoras, desplome de tejados en edificios pequeños. Alta erosión de bancales y playas. Inundaciones en terrenos interiores. | Daños generalizados en estructuras protectoras, desplome de tejados en edificios pequeños. Alta erosión de bancales y playas. Inundaciones en terrenos interiores. | Daños generalizados en estructuras protectoras, desplome de tejados en edificios pequeños. Alta erosión de bancales y playas. Inundaciones en terrenos interiores. | Daños generalizados en estructuras protectoras, desplome de tejados en edificios pequeños. Alta erosión de bancales y playas. Inundaciones en terrenos interiores. |
| Categoría 4 | Ejemplos             | Huracán Danielle - Huracán Dennis - Huracán Earl - Huracán Emilia - Huracán Félix - Huracán Frances - Huracán Igor - Huracán Ike - Huracán Isaac - Huracán Joaquín - Huracán Katia - Huracán Norbert - Huracán Odile - Huracán Opal - Huracán Paulina - Tifón Soulik - Tifón Utor - Ciclón Bhola - Huracán Harvey - Huracán José - Huracán Aletta - Huracán Florence - Huracán Héctor - Huracán Genevieve - Huracán Laura - Huracán Teddy - Huracán Idalia - Huracán Fiona - Huracán Betsy - Huracán Delta - Huracán Eta - Huracán Roslyn - Huracán Iota - Huracán Joan-Miriam. - Huracán Erick                                                                                | Huracán Danielle - Huracán Dennis - Huracán Earl - Huracán Emilia - Huracán Félix - Huracán Frances - Huracán Igor - Huracán Ike - Huracán Isaac - Huracán Joaquín - Huracán Katia - Huracán Norbert - Huracán Odile - Huracán Opal - Huracán Paulina - Tifón Soulik - Tifón Utor - Ciclón Bhola - Huracán Harvey - Huracán José - Huracán Aletta - Huracán Florence - Huracán Héctor - Huracán Genevieve - Huracán Laura - Huracán Teddy - Huracán Idalia - Huracán Fiona - Huracán Betsy - Huracán Delta - Huracán Eta - Huracán Roslyn - Huracán Iota - Huracán Joan-Miriam. - Huracán Erick                                                                                | Huracán Danielle - Huracán Dennis - Huracán Earl - Huracán Emilia - Huracán Félix - Huracán Frances - Huracán Igor - Huracán Ike - Huracán Isaac - Huracán Joaquín - Huracán Katia - Huracán Norbert - Huracán Odile - Huracán Opal - Huracán Paulina - Tifón Soulik - Tifón Utor - Ciclón Bhola - Huracán Harvey - Huracán José - Huracán Aletta - Huracán Florence - Huracán Héctor - Huracán Genevieve - Huracán Laura - Huracán Teddy - Huracán Idalia - Huracán Fiona - Huracán Betsy - Huracán Delta - Huracán Eta - Huracán Roslyn - Huracán Iota - Huracán Joan-Miriam. - Huracán Erick                                                                                | Huracán Danielle - Huracán Dennis - Huracán Earl - Huracán Emilia - Huracán Félix - Huracán Frances - Huracán Igor - Huracán Ike - Huracán Isaac - Huracán Joaquín - Huracán Katia - Huracán Norbert - Huracán Odile - Huracán Opal - Huracán Paulina - Tifón Soulik - Tifón Utor - Ciclón Bhola - Huracán Harvey - Huracán José - Huracán Aletta - Huracán Florence - Huracán Héctor - Huracán Genevieve - Huracán Laura - Huracán Teddy - Huracán Idalia - Huracán Fiona - Huracán Betsy - Huracán Delta - Huracán Eta - Huracán Roslyn - Huracán Iota - Huracán Joan-Miriam. - Huracán Erick                                                                                |
| Categoría 5 | Velocidad del viento | >70 m/s | >251-400 km/h | >135 kt | >156-240 mph |
| Categoría 5 | Marea                | ≥5.5 m | ≥5.5 m | ≥19 ft | ≥19 ft |
| Categoría 5 | Presión central      | <920 hPa | <920 hPa | <27.17 "Hg | <27.17 "Hg |
| Categoría 5 | Daños potenciales    | Destrucción de tejados completa en algunos edificios. Las inundaciones pueden llegar a las plantas bajas de los edificios cercanos a la costa. Puede ser requerida la evacuación masiva de áreas residenciales. Los vientos de 300 km/h pueden arrancar árboles y hasta casas de sus cimientos, huracán muy poderoso. | Destrucción de tejados completa en algunos edificios. Las inundaciones pueden llegar a las plantas bajas de los edificios cercanos a la costa. Puede ser requerida la evacuación masiva de áreas residenciales. Los vientos de 300 km/h pueden arrancar árboles y hasta casas de sus cimientos, huracán muy poderoso. | Destrucción de tejados completa en algunos edificios. Las inundaciones pueden llegar a las plantas bajas de los edificios cercanos a la costa. Puede ser requerida la evacuación masiva de áreas residenciales. Los vientos de 300 km/h pueden arrancar árboles y hasta casas de sus cimientos, huracán muy poderoso. | Destrucción de tejados completa en algunos edificios. Las inundaciones pueden llegar a las plantas bajas de los edificios cercanos a la costa. Puede ser requerida la evacuación masiva de áreas residenciales. Los vientos de 300 km/h pueden arrancar árboles y hasta casas de sus cimientos, huracán muy poderoso. |
| Categoría 5 | Ejemplos             | Huracán Allen - Huracán Andrew - Huracán Dean - Huracán Gilbert - Huracán Hugo - Huracán Isabel - Huracán Iván - Huracán John - Huracán Camille - Huracán Matthew - Huracán Katrina - Huracán Linda - Huracán Mitch - Huracán Rita - Huracán Ian - Huracán Wilma - Tifón Tip - Tifón Goni - Tifón Haiyan - Huracán Lee - Huracán Patricia - Huracán Irma - Huracán María - Huracán Emily - Huracán Walaka - Huracán Michael - Tifón Jebi - Tifón Mangkhut - Huracán Willa - Tifón Yutu - Huracán Lane - Tifón María - Tifón Trami - Tifón Hinnamnor - Tifón Kong-Rey - Huracán Beryl - Huracán Dorian - Huracán San Calixto - Huracán Lorenzo - Huracán Otis - Huracán Milton. | Huracán Allen - Huracán Andrew - Huracán Dean - Huracán Gilbert - Huracán Hugo - Huracán Isabel - Huracán Iván - Huracán John - Huracán Camille - Huracán Matthew - Huracán Katrina - Huracán Linda - Huracán Mitch - Huracán Rita - Huracán Ian - Huracán Wilma - Tifón Tip - Tifón Goni - Tifón Haiyan - Huracán Lee - Huracán Patricia - Huracán Irma - Huracán María - Huracán Emily - Huracán Walaka - Huracán Michael - Tifón Jebi - Tifón Mangkhut - Huracán Willa - Tifón Yutu - Huracán Lane - Tifón María - Tifón Trami - Tifón Hinnamnor - Tifón Kong-Rey - Huracán Beryl - Huracán Dorian - Huracán San Calixto - Huracán Lorenzo - Huracán Otis - Huracán Milton. | Huracán Allen - Huracán Andrew - Huracán Dean - Huracán Gilbert - Huracán Hugo - Huracán Isabel - Huracán Iván - Huracán John - Huracán Camille - Huracán Matthew - Huracán Katrina - Huracán Linda - Huracán Mitch - Huracán Rita - Huracán Ian - Huracán Wilma - Tifón Tip - Tifón Goni - Tifón Haiyan - Huracán Lee - Huracán Patricia - Huracán Irma - Huracán María - Huracán Emily - Huracán Walaka - Huracán Michael - Tifón Jebi - Tifón Mangkhut - Huracán Willa - Tifón Yutu - Huracán Lane - Tifón María - Tifón Trami - Tifón Hinnamnor - Tifón Kong-Rey - Huracán Beryl - Huracán Dorian - Huracán San Calixto - Huracán Lorenzo - Huracán Otis - Huracán Milton. | Huracán Allen - Huracán Andrew - Huracán Dean - Huracán Gilbert - Huracán Hugo - Huracán Isabel - Huracán Iván - Huracán John - Huracán Camille - Huracán Matthew - Huracán Katrina - Huracán Linda - Huracán Mitch - Huracán Rita - Huracán Ian - Huracán Wilma - Tifón Tip - Tifón Goni - Tifón Haiyan - Huracán Lee - Huracán Patricia - Huracán Irma - Huracán María - Huracán Emily - Huracán Walaka - Huracán Michael - Tifón Jebi - Tifón Mangkhut - Huracán Willa - Tifón Yutu - Huracán Lane - Tifón María - Tifón Trami - Tifón Hinnamnor - Tifón Kong-Rey - Huracán Beryl - Huracán Dorian - Huracán San Calixto - Huracán Lorenzo - Huracán Otis - Huracán Milton. |

- La intensidad de los huracanes en los ejemplos es tomada en el momento de impacto con la costa, no en su momento de máxima intensidad (si es que era mayor en mar abierto).